# Soulcalibur IV
Soulcalibur IV (tiếng Nhật: ソウルキャリバーIV, Sourukyaribā Fō) là phiên bản thứ 6 trong dòng Soul (Tính luôn cả Soul Edge và Soul Calibur Legends)sẽ được Namco phát hành vào mùa hè năm 2008. Đây cũng là phiên bản đầu tiên trong dòng Soul có chế độ online.

### Modes
Ngoài một số Mode gần như đã là truyền thống của dòng Soul Calibur như Arcade, Story, Training, Museum,Versus Namco còn giới thiệu đến người chơi 1 mode mới có tên là Tower Of Lost Souls. Đây sẽ là mode thay thế cho mode Chronicles of the Sword ở phiên bản Soul Calibur 3.